# Podhora (Kobyly)
Podhora (německy Podhor) je částí obce Kobyly. Díky své poloze v údolí říčky Mohelky leží Podhora nejníže ze všech částí Kobyl v nadmořské výšce 255–265 metrů. Mohelka je v osadě přemostěna silnicí II/277 z Českého Dubu, která údolím pokračuje do Mohelnice nad Jizerou a dále na Mnichovo Hradiště. Ze silnice č. 277 se v osadě odpojuje silnice II/279 stoupající do Kobyl a pokračující směrem na Svijany.

## Historie
První písemná zmínka o vesnici pochází z roku 1720.

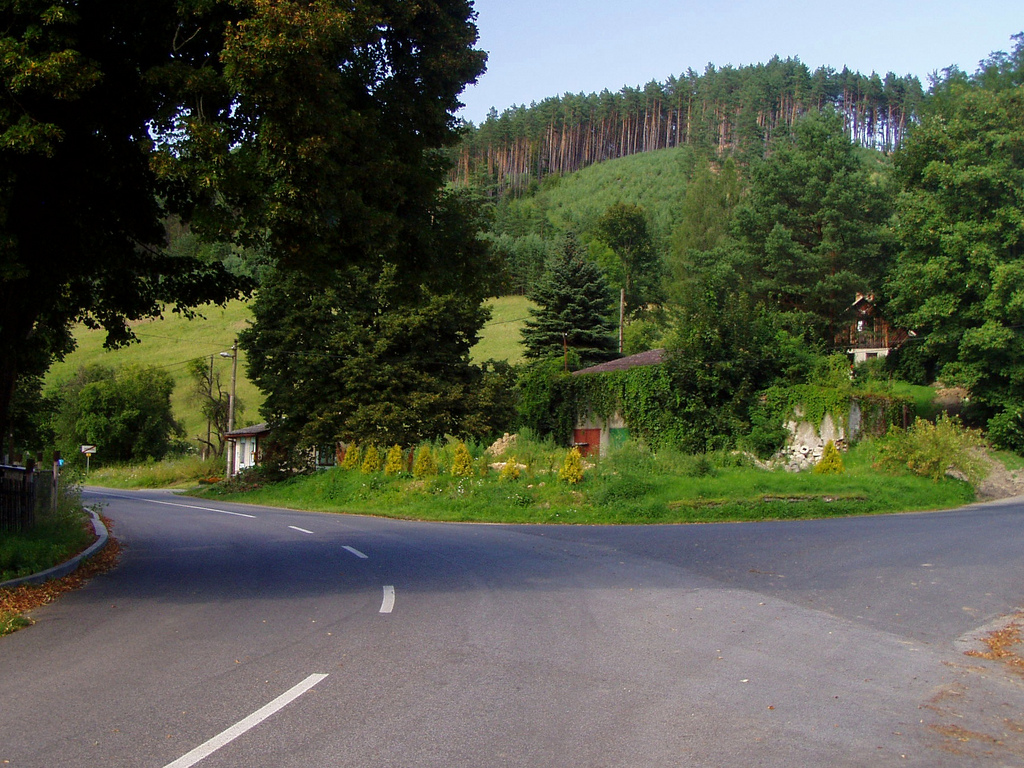
Na křižovatce v Podhoře stával hostinec. Silnice vlevo vede směrem na Český Dub, silnice vpravo do Kobyl

Zástavbu osady tvoří kromě obytných domů také průmyslový objekt, který původně sloužil jako vodní mlýn. Sbor dobrovolných hasičů v Podhoře, který vznikl 3. června 1888, díky výtěžkům z ochotnických představení zbudoval roku 1936 hasičskou zbrojnici. Budova stojí dodnes, činnost SDH je ale pozastavena. V obci se nacházel též hostinec profitující z polohy na křižovatce důležitých cest. Hostinec byl ale za dob komunismu zbourán.